# Günther Einhauser
Günther Einhauser war ein deutscher Jurist und Landrat.

## Leben und Wirken
Einhauser promovierte und legte am 10. Juli 1935 die juristische große Staatsprüfung ab. 1936 wurde er als Jungjurist und Assessor in München bezeichnet. Er trat in den Dienst des Ministeriums des Innern in München, wo er zum Regierungsrat ernannt wurde.
Am 1. März 1942 wurde Einhauser zunächst vertretungsweise und ab September 1942 kommissarisch als Landrat im Landkreis Nördlingen in Bayern eingesetzt. Mit Wirkung vom 1. Januar 1943 übernahm er offiziell dieses Amt, das er bis zum Ende des Zweiten Weltkrieges ausübte.
Nach dem Krieg war er in der Bundesrepublik Deutschland als Anwalt tätig.